# Survivor Series (2004)
Survivor Series (2004) — щорічне pay-per-view шоу «Survivor Series», що проводиться федерацією реслінгу WWE. Шоу відбулося 14 листопада 2004 року в Квікен-Лонс-арена у Клівленді (США). Це було 18 шоу в історії «Survivor Series». Сім матчів відбулися під час шоу та ще один перед показом.